# Dobrin (Roemenië)
Dobrin is een nederzetting (localitate) in het Roemeense district Sălaj. De plaats telt 1.762 inwoners (2002), waarvan 21,9% Roemenen, 74,9% Hongaren en 3,2% Roma.

## Externe link

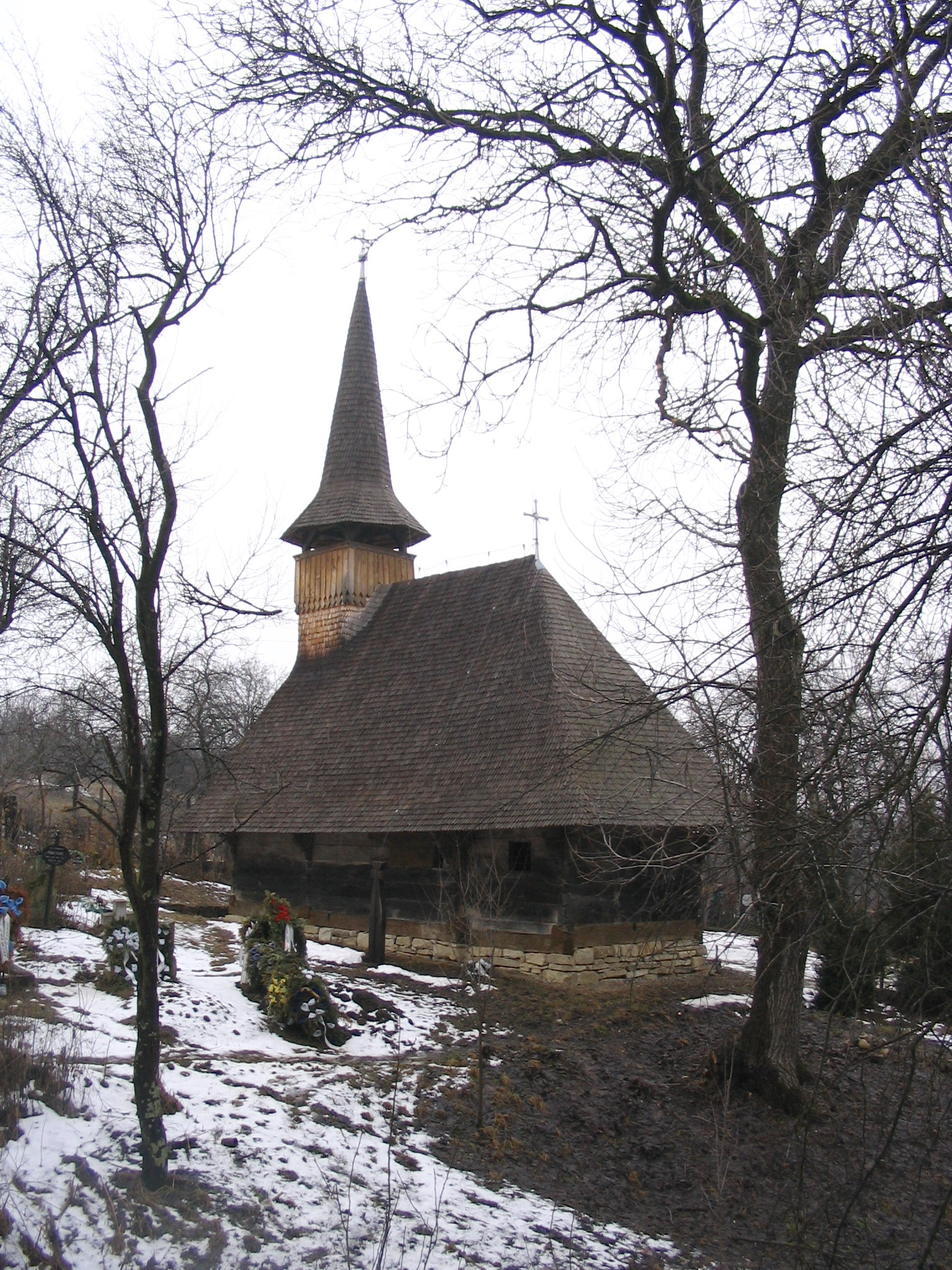
Kerk